# Hillel Furstenberg
Hillel (Harry) Furstenberg (1935- ) (hebreo הלל (הארי) פורסטנברג) es un matemático israelí, miembro de la Academia de Ciencias y Humanidades de Israel y de la Academia Nacional de Ciencias y laureado con el Premio Wolf en Matemáticas. Es conocido por su aplicación de la teoría de la probabilidad y los métodos de la teoría ergódica a otras áreas de matemáticas, como la teoría de los números y grupos de Lie. Suscitó la atención de los medios matemáticos una etapa temprana en su carrera, cuando elaboró una innovadora prueba topológica sobre la infinitud de los números primos. En 1977, hizo una reformulación de la teoría ergódica, y posteriormente dio una demostración del teorema de Szemerédi. La frontera Furstenberg y la compactación de Furstenberg de un espacio simétrico a nivel local reciben su nombre. 

## Biografía
Hillel Furstenberg nació en Berlín, en 1935, y pronto emigró a los Estados Unidos. En la Universidad Yeshiva concluyó su licenciatura y maestría en estudios de 1955. Obtuvo su Doctorado bajo la supervisión de Salomon Bochner en la Universidad de Princeton en 1958. Después de varios años en la Universidad de Minnesota se convirtió en un profesor de Matemáticas en la Universidad Hebrea de Jerusalén en 1965. 

## Premios
Furstenberg recibió:
- El Premio Harvey de Technion (1993)
- El Premio Wolf en Matemáticas en 2006/7
- El Premio Abel en 2020[1]

## Escritos
- On the infinitude of primes. En: American Mathematical Monthly 62, 1955:  353

- Ergodic behavior of diagonal measures and a theorem of Szemerédi on arithmetic progressions. Journal d'Analyse Math. 31, 1977: 204–256

- Recurrence in Ergodic Theory and Combinatorial Number Theory. Princeton University Press 1981.